# 557-я инженерная бригада
557-я инженерная бригада Слуцко-Варшавской орденов Богдана Хмельницкого и Александра Невского — подразделение Вооружённых Сил Республики Беларуси. Место дислокации — город Гродно.

## История
В ходе Великой Отечественной войны в конце июня 1944 года за героизм, проявленный в обеспечении наступления советских частей 53-му батальону было присвоено почетное наименование «Слуцкий». В январе 1945 года за создание понтонных переправ через реку Пилица в районе Магнушева и ледяной переправы батальон был награжден орденом Богдана Хмельницкого III степени. В 1945 году за выполнение в исключительно трудных условиях зимы задачи по строительству деревянного моста через реку Висла севернее города Варшавы 131-му отдельному моторизованному понтонно-мостовому батальону присвоено почетное наименование «Варшавский».
1 марта 1945 года на базе двух воинских частей и был сформирован 189-й Слуцко-Варшавский ордена Богдана Хмельницкого III степени понтонно-мостовой полк. За исключительное мужество, отвагу личного состава при обеспечении переправами наступающих войск Советской Армии,11 июня 1945 года воинская часть удостоилась быть награжденной орденом Александра Невского.
С 1952 года она дислоцировалась в городе Гродно.
557-й инженерный полк был образован 16 сентября 1949 года, как отдельный армейский инженерно-сапёрный батальон 28-й общевойсковой армии Белорусского военного округа в местечке в Изабелине, Волковысского района. Гродненской области, БССР. Боевое знамя было торжественно вручено личному составу 27 мая 1950 года.
Спустя два года часть передислоцировалась в город Лиду Гродненской области, а в 1959 году в город Берёзу Брестской области, где выполняла задачи по восстановлению объектов народно-хозяйственного комплекса, разминированию и очистке территорий, строительству мостов и проведению дорог, восстановлению электрических сетей и связи.
1 октября 1993 года он был переформирован в 557-й отдельный инженерный батальон, а 12 февраля 2002 года в 557 инженерный полк.
8 октября 2004 года 557-му инженерному полку было вручено Боевое знамя части.
В соответствии с приказом Министра обороны Республики Беларусь от 27 июля 2006 года № 560 установлена дата проведения годового праздника части — 6 ноября.
Важнейшим экзаменом 2013 года, с которым воины-инженеры успешно справились, стало участие в подготовке и проведении совместного стратегического учения вооруженных сил Республики Беларусь и Российской Федерации «Запад-2013».
Подразделения бригады принимали активное участие в инженерном обеспечении боевой подготовки воинских частей Западного оперативного командования, а две группы разминирования выполняли задачи по очистке территории Гродненской области, в том числе Гожского полигона, от взрывоопасных предметов, оставшихся от Великой Отечественной войны.